# Близък бой
Близката борба (на английски: Close Quarters Battle, CQB) е тип сражение, в което малка част влиза в бой с противника с личното си оръжие на много близка дистанция, ефективна за ръкопашен бой. В типичния CQB сценарий, атаката протича много бързо и агресивно с помощта на превозни средства и/или структури, прикриващи основната бойна единица, които обикновено осигуряват пътя за отстъпление. Тъй като противника, заложниците (цивилните) и останалите членове от екипа могат да бъдат в непосредствена близост по между си, CQB цели бърз щурм и прецизна употреба на огневата сила. Операциите изискват отлично владеене на оръжието, но също и способността мигновено да се взимат решения за избягване или ограничаване на приятелски огън. CQB се определя като кратковременен, високо-интензивен контакт, характеризиращ се като внезапна атака в затворени помещения.
Криминалистите понякога използват CQB уменията, като например при въоръжен грабеж и бягство от затвора, но певечето от терминологията идва от тренировките използвани при подготовката на войници, полицаи и други специални подразделения. Поради тази причина, много от CQB материали са написани от специалисти, представители на органите на властта, които трябва да проникват в укрепления където противниковите сили са се барикадирали.
Въпреки че значително се застъпват, CQB не е синоним на уличен бой, сега известно с наименованието военни операции в градски райони или водене на бойни действия в градски райони (MOUT), водене на бой в застроени райони (FIBUA), операции в застроени райони (OBUA). При тях се обхваща много по-голямо поле на действие, включващо логистика и екипи допълнително въоръжени с оръжия като тежки картечници, минохвъргачки и гранатомети, както и артилерия, бронирани машини и въздушна поддръжка. В CQB се акцентира на малки пехотни части използващи компактни оръжия, които човек може да носи и използва лесно в тесни пространства, като карабини, автомати, пушки, пистолети и ножове. Като такива, CQB е техническо понятие формиращо част от стратегическата концепция на бойните действия в градски райони, но не във всеки случай непременно обхваща това. За пример военните действия в джунгла и партизанска война са възможни полета на действие за CQB.